# Cónclave de 1389
El cónclave de 1389 fue la elección papal celebrada luego de la muerte del Papa Urbano VI, y que elevó al solio pontificio a Pietro Tomacelli, que tomó el nombre de Bonifacio IX.
Este cónclave es único en la historia, ya que todos los cardenales electores habían sido elevados al cardenalato por Urbano VI, porque ninguno de los cardenales supervivientes, creados por los papas anteriores, reconocieron como legítimo a Urbano VI. Además, Urbano VI había depuesto a cuatro de sus cardenales, y dos estaban ausentes, dejando sólo trece electores para 1389.

## Cardenales electores
El Colegio cardenalicio, de la obediencia a Roma, poseía 15 cardenales, todos los cuales fueron nombrados por Urbano VI. 13 de ellos participaron en el cónclave:

### Presentes
- Francesco Moricotti Prignani, vicedecano y vicecanciller de la Santa Iglesia Romana.
- Andrea Bontempi Martini, administrador de Perugia.
- Poncello Orsini
- Pietro Tomacelli, arcipreste de la Basílica Laterana. Electo como Bonifacio IX.
- Angelo Acciaioli
- Francesco Carbone Tomacelli, O.Cist., gran penitenciario.
- Stefano Palosio
- Tommaso Orsini dei Conti di Manupello, protodiácono.
- Francesco Renzio, camarlengo del Colegio Cardenalicio.
- Marino Bulcani, camarlengo y arcipreste de la Basílica Liberiana.
- Rinaldo Brancaccio
- Ludovico Fieschi, vicario general de los Estados de la Iglesia.
- Angelo d'Anna de Sommariva, O.Camald.

### Ausentes
Dos cardenales, un francés y un húngaro, no se presentaron al cónclave:
- Felipe de Alençon, decano del Colegio Cardenalicio.
- Valentin d'Alsan.

## El curso del cónclave
Urbano VI, tras la muerte de muchos laicos y clérigos, hizo un llamamiento a los cardenales que se abstuvieran de la elección hasta la muerte del antipapa Clemente VII. Sin embargo, los llamamientos fueron ignorados, y las elecciones comenzaron el 25 de octubre. Originalmente asistieron 12 cardenales, el 27 de octubre llega el cardenal Bontempi.
Inicialmente, los principales candidatos eran Acciaioli y Orsini, quiénes recibieron seis votos. Durante el transcurso del cónclave, se empezó a rumorear y sospechar de simonía, llegando quejas provenientes de familias de banqueros. Los rumores sobre la fuga, incluso más allá de las paredes del cónclave, provocaron la intervención de las autoridades municipales, que amenazaron de muerte a los electores si se utilizaba la simonía.

## Elección de Bonifacio IX
En última instancia, tanto Orsini como Acciaioli tuvieron que reconocer que no podían obtener la mayoría requerida. En esta situación, el 2 de noviembre, la elección unánime de los electores se redujo en un candidato de compromiso, Pietro Tomacelli, sugerido por Carbone. El joven, que aún no tenía 40 años, aceptó la elección, tomando el nombre de Bonifacio IX. El 9 de noviembre recibió la consagración episcopal de manos del obispo de Palestrina, Francesco Moricotti Prignani, y fue solemnemente coronado por el cardenal Tommaso Orsini en la escalinata de la Basílica Vaticana.
Bonifacio IX, a pesar de las esperanzas, no condujo a poner fin al cisma, que duró casi tres décadas, pero logró mejorar la imagen del papado, impopular desde su predecesor. 